# 上马石

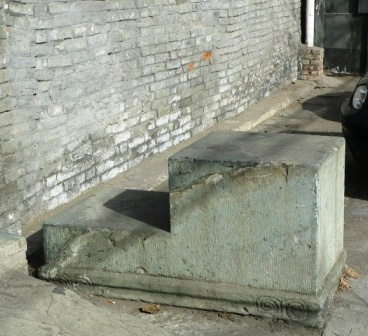
置于四合院外的上马石

上马石是中国乃至整个东亚地区的传统建筑中常见的一种碑石。多用汉白玉、花崗岩、大理石或木材等石木材料制成。置于家户、寺庙、墓陵、宫殿等庄肃建筑群的正门（即南门）左右两侧，为人们离走时登马方便而置。上马石外形多呈状，为两台阶式。古时稍有身份的人们多使用马骡交通，离走外出时，仆人迁领马骡到上马石前，主人或客人走上上马石再登伏马匹。

## 参阅
- 拴马桩
- 下马碑
- 四合院